# Бали Комбетар
Бали Комбетар (алб. Balli Kombëtar — «Национальный фронт») — албанская националистическая и антикоммунистическая организация,  созданная в 1939 году. Возглавлялась Мидхатом Фрашери. Её политическая программа включала создание Великой Албании, включающей южную Черногорию, Косово, западную часть Македонии и Эпир. Сторонников организации называют балистами.
С началом Второй мировой войны Бали Комбетар провозгласила борьбу с Гитлеровской коалицией и её союзниками, однако в 1943 году перешла к сотрудничеству с коллаборационистами и оккупантами. В частности, члены Бали Комбетар из освободителей превратились в захватчиков в Греции и Югославии. 8 сентября 1943 года, после объявления о капитуляции Италии, организация заключила соглашение с Германией и провозгласила независимость Албании, оправдывая временное германское присутствие необходимостью борьбы с Антигитлеровской коалицией и её союзниками. После этого сотрудничество с нацистами и их союзниками приняло открытый характер — балисты участвовали вместе с Вермахтом в борьбе с партизанами и сожжении деревень в Албании, Греции и Македонии. Члены организации несли службу в таких немецких военных подразделениях, как 21-я дивизия СС «Скандербег», батальон «Люботен» и полк «Косово».
В 1943 году Коммунистическая партия Албании объявила балистам войну, что привело к гражданской войне в стране. В результате победы коммунистов, социалистов и их сторонников многие члены организации были казнены, арестованы или вынуждены эмигрировать, в основном в страны Западной Европы и США.

## История

### Балисты в начале войны

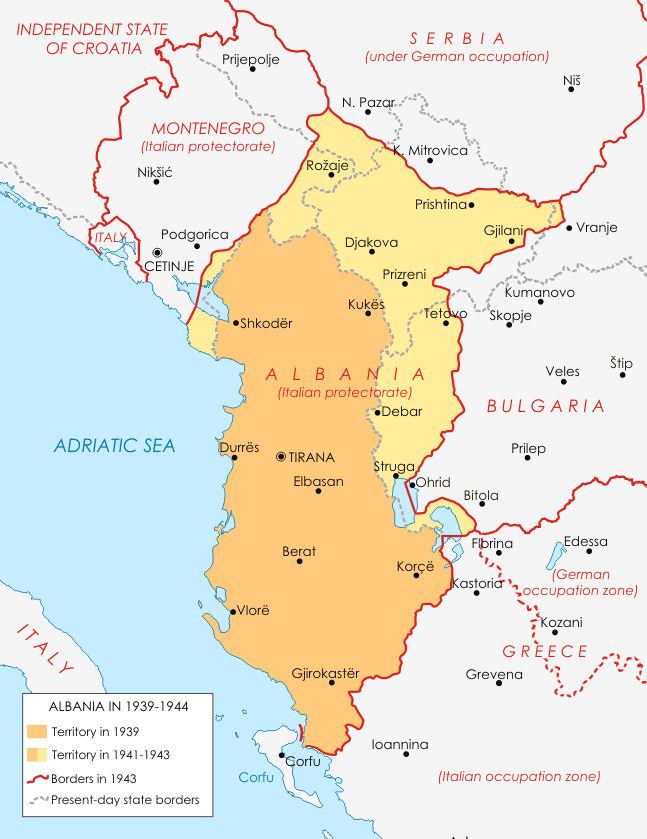
Албанская территория в составе Италии на август 1941

Албания была оккупирована Италией в самом начале Второй мировой войны, однако к 1942 году итальянцы начали терпеть крупные неудачи в Югославии и Северной Африке. Бали Комбетар и Национально-освободительная армия Албании организовали встречу в деревне Мукья, где заключили соглашение 2 августа 1943. Временно баллисты вошли в союз с левой коммунистической организацией Национально-освободительного движения, чтобы воевать против итальянцев. Однако следовать соглашению националисты не могли, и взаимное терпение обеих сторон стало иссякать. Союзники не давали никаких гарантий албанцам, что после войны в состав Албании войдёт Косово, поскольку они собирались сохранить довоенные границы между странами-союзницами по Антигитлеровской коалиции. Несмотря на неприязнь к присутствовавшим немцам и итальянцам, балисты не менее опасались коммунистов, которые могли прийти к власти в случае победы союзников, к тому же именно итальянцы позволили албанцам расширить границы своего государства по плану Великой Албании, а вмешательство Великобритании в войну на Балканах могло привести к тому, что Косово и Метохия вернулись бы к Югославии, а Греция могла выдавить албанцев из Чамерии, Корчи и Гирокастры — территорий, где зародилось движение «Бали Комбетар». Когда балисты осознали, что помощь Антигитлеровской коалиции в войне может привести к таким последствиям, с этого момента они стали расценивать греков и югославов как своих врагов.
Реакция югославов на такой союз последовала незамедлительно. Представитель армии югославских партизан в Албании, черногорец Светозар Вукманович, узнав о временном союзе албанских коммунистов и националистов, пригрозил разорвать все отношения с албанскими партизанами, если те не аннулируют союзное соглашение, а ещё один черногорец Милован Джилас назвал баллистов открыто албанскими фашистами. Баллисты стали получать угрозы от левых организаций и югославских партизан, и в этом их открыто поддержали западные союзники, и осенью 1943 года произошёл разрыв между Бали Комбетар и партизанами. Немецкие войска, заняв Албанию после капитуляции Италии, заключили с албанцами соглашение, по которому в Тиране было формально нейтральное, но фактически лояльное немцам правительство. Баллисты объявили войну Национально-освободительным армиям Албании и Югославии.

### Движение в Албании и Чамерии
Националист Сафет Бутка несколько раз пытался договориться с коммунистами о сотрудничестве. В феврале 1943 года он провёл встречу с коммунистами, заключив предварительную договорённость в марте. В августе 1943 года он стал одним из инициаторов Мукьянского соглашения. После разрыва договора албанскими коммунистами Бутка стал опасаться, что в стране начнётся гражданская война и сказал, что предпочтёт убить себя, чем какого-либо другого албанца. По пути он узнал о первой стычке между партизанами и балистами, что повергло его в шок. 19 сентября 1943 Бутка в деревне Мельчан покончил с собой. Тем временем на юге страны противостояние разогрелось до предела: коммунисты заподозрили британцев в том, что те собираются помочь балистам, и немедленно издали распоряжение о полном уничтожении движения «Бали Комбетар». Фактически националисты вышли на первое место в списке врагов Национально-освободительной армии Албании.
Балисты после формирования марионеточного правительства начали охоту на партизан: так, ими была разгромлена крупная группировка албанских партизан к юго-востоку от Тираны. Когда стало ясно, что Германия уже однозначно близка к поражению, немецкие войска стали уходить из страны, и партизаны начали полномасштабное наступление на позиции баллистов. Британские войска заметили, что левые партизаны вступали в стычки с коллаборационистами многократно чаще, чем с немецкими частями, причём пользовались преимущественно оружием, поставленным по ленд-лизу. По мнению ряда историков ряда западных стран, только за счёт поставок оружия из Великобритании, США и Югославии Национально-освободительная армия Албании победила в войне; более того, они не испытывали страх убивать своих соотечественников, находившихся по другую сторону баррикад.

### Движение в Косово и Македонии
С 1942 года в Косово и Метохии начались массовые убийства сербов албанцами: порядка 30 тысяч домов сербов и черногорцев были сожжены баллистами. Сербов, черногорцев и македонцев албанские националисты убивали при поддержке местных полицаев, известных как «вулнетари», и военнослужащих 21-й дивизии СС «Скандербег». Особенно богатыми на убийства и расправы стали Косовска-Митровица, Дреница и Тетово, где баллисты, возглавляемые Джафером Девой (в 1943—1944 министр внутренних дел коллаборационистского правительства Реджепа Митровицы) и Аго Агаем (министр экономики в кабинете Митровицы), проявляли удивительную жестокость. После того, как немцы покинули Албанию, верховный главнокомандующий НОАЮ Иосип Броз Тито приказал арестовать всех албанцев, хоть как-либо причастных к геноциду славян на юге Югославии. Однако албанцы не пожелали складывать оружие и вступили в противоборство с партизанами. 2 декабря 1944 2 тысячи албанцев вступили в схватку за шахту Трепча в регионе Дреница, невероятным образом сдерживая 30-тысячную югославскую армию в течение двух месяцев. Аналогично албанцы пытались оказать сопротивление в Кичево, Гостиваре и Тетово, несмотря на присутствие партизан и полный контроль над землями со стороны югославов. После войны почти никто из оставшихся на родине албанских балистов не спасся от суда и казни. В 1947 году Косово вошло в состав Югославии, что поставило крест на дальнейшем продолжении борьбы баллистов.

### Движение в Черногории и Санджаке
В 1941 году Черногория и Санджак, оккупированные Италией, были заняты и албанскими баллистами: в Биело-Поле, Плевля, Тутине, Плаве, Гусине, Рожае и Улцине в ряды албанцев вступили местные мусульмане. Там балисты воевали против сил четников: руководили баллистами Акиф Блюта, бывший градоначальник Нови-Пазара и один из сторонников Неджипа Драги (политика Албании начала XX века), Джемаиль Коничанин и Шабан Поллуджа. Своими силами они отбили у четников города Нови-Пазар и Баня, нанеся огромный урон движению четников на юге Югославии.

## Идеология
Мидхат Фрашери пропагандировал объединение албанских земель, которые входили в состав Османской империи и были разделены между Югославией и Грецией после Первой мировой войны. Основу идеологии он почерпнул из высказываний и убеждений Абдюля Фрашери, Ымера Призрени и Исы Болетини. Своими кумирами Фрашери считал Франца Нопчу, Йоханна Георга фон Гана и Милана Шуффлая. «Бали Комбетар» провозглашал албанцев «арийцами иллирийского происхождения», что вызывало одобрения со стороны немцев и гарантировало албанским националистам поддержку от нацистской Германии.

## 10 пунктов программы
В 1942 году была утверждена программа Бали Комбетар, состоявшая из 10 пунктов и получившая тем самым название «декалог».

Декалог гласит:
1. Мы воюем за красно-чёрное знамя, защищая права албанского народа.
2. Мы воюем за демократическую, народную и свободную Албанию с современным обществом.
3. Мы воюем за Албанию, в которой будут царить свобода слова и мысли.
4. Мы воюем за Албанию с ясным экономическим и социальным равновесием, чтобы в ней не было угнетателей и угнетённых — как говорится, чтобы никто не жил за чужой счёт; чтобы не было крестьян без земли для существования; чтобы не было рабочих «синих» и «белых воротничков» без дома и охраны; то есть мы сражаемся за стабильную Албанию с радикально изменённой экономической системой в согласии с желаниями и нуждами албанского народа.
5. Мы воюем за Албанию, в которой подавленные таланты всех слоёв населения засияют, будут поддерживаться и процветать с помощью албанского образования.
6. Мы воюем за Албанию, в которой все позитивные вложения будут справедливо оценены вне зависимости от возраста, региона или вероисповедания.
7. Мы воюем за создание Албании, которой должны править люди, не склонные к компромиссам, силами албанцев, которые выкладывались по максимуму всегда и во всех условиях ради спасения и процветания их страны — компетентных и честных рабочих.
8. Мы воюем за Албанию, которая в строгом и показательном стиле покарает всех антипатриотов, изменников, лакеев, паникёров, спекуляторов и шпионов; за Албанию, в которой не будет места лицемерам, доносчикам, феодальным тиранам и всем, кто замедляет продвижение и прогресс нашей возрождающейся страны.
9. Мы воюем, чтобы привести к гармонии и объединить творческие энергии нации, создать интеллектуальное и духовное единство всех албанцев.
10. Мы воюем, чтобы мобилизовать все жизненные силы нации против оккупантов и исполнить идеалы Балли Комбетар.

## После войны

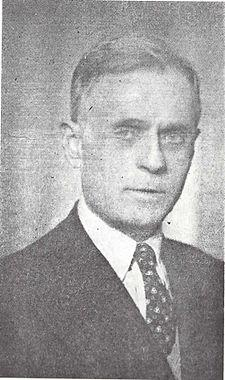
Мидхат Фрашери, глава движения

Движение было разгромлено окончательно после Второй мировой войны. Несколько ведущих лидеров были казнены (в том числе бывшие министры Кола Тромара и Бахри Омари) или подвергнуты длительному заключению решением коммунистического Специального суда уже в 1945 году. Многие последователи «Бали Комбетар» бежали в Австрию, США, Австралию, Швейцарию и Южную Америку.
В то же время активисты «Бали Комбетар» составляли костяк антикоммунистических повстанческих сил в Малесии-э-Мади (январь 1945), Шкодере (Пострибское восстание, сентябрь 1946), Мирдите (август 1949). Мидхат Фрашери и Абас Эрменьи сыграли ключевую роль в создании Национального комитета «Свободная Албания», объединения албанской антикоммунистической эмиграции.
В 1991, во время массовых протестов, Политбюро ЦК АПТ реально опасалось «реванша Балли Комбетар», мести и физической расправы над коммунистами.
После падения коммунистического режима началась постепенная реабилитация баллистов. В 1991 году политическая структура «Бали Комбетар» была восстановлена в форме одноимённой партии Национальный фронт. Почётным председателем стал Абас Эрменьи, активный участник боевых действий 1940-х годов.
В Гостиваре (Македония) открыт памятник Джему Хазе, который был одним из опаснейших боевиков баллистов в Македонии. Там же действует активная фанатская группировка Ballistët футбольной команды «Шкендия», поддерживающая идеологию албанского национализма.